# 世界毀滅
《世界毀滅》（日语：ワールド・デストラクション）是於2008年9月25日推出的NDS游戏，以及率先於同年7月推出的日本電視动画及漫画。

## 登場人物

### 主要人物
在TV版《World Destruction~毀滅世界的六人~》中，其實只有摩露特、奇利埃和托比真的是毀滅世界委員會，另外的三人莉亞、那嘉和阿岡是在不知不覺中讓世界導向毀滅。
※聲：電視動畫版／遊戲版
奇利埃・伊鲁尼斯（声：宮野真守）
本作男主角。17歲，為人類，扮成獸人生存並在各地旅行，對料理十分拿手，個性開朗、膽小、沒主見，之前在小餐館打工時，第一次遇見摩露特，但當時拯救世界委員會來調查，被摩露特抓來當獸人人質，後來被發現是人類，逃走後不知不覺也變成是毀滅世界委員會的人（為第一加入者）。其實奇利埃本身就是破壞之核，當世界最初被創造時，就已經存在在世界上，已活了好幾萬年，本人會忘記是因為在某一次戰爭中失去了記憶體。擁有記憶體時頭髮會是火紅色的，有著可以讓世界回到最初的力量٥幾百年前見過小時候的莉亞٥
摩露特・阿希埃拉（声：坂本真綾）
本作女主角。16歲，為人類，希望毀滅這個充滿人類與獸人不斷戰爭的無聊世界。戰鬥能力強，使用雙刃大刀，平時用繃帶纏著背在身上。持有從弟弟萊貝的遺物裡得到的破壞之核（本人不知道其實只是記憶體）。混亂之核會指引毀滅世界的方向，所以獨自四處旅行，被冠上了毀滅世界委員會的稱號。從小就很苦，但是個好姊姊。小時候，父親和村子裡的人因為與獸人發生爭執而過世，母親則是在父親死後過勞死，長大後弟弟因參加黃金之獅在戰爭中過世，之後得到破壞之核便踏上毀滅世界的旅途。
托比・托普蘭（声：古谷徹）
小熊族，是英雄，有很多的犯人都知道他，後來被誤會成毀滅世界委員會的一員（為第二加入者），隨後逼不得已和摩露特跟奇利埃一起踏上旅途，是很可靠的夥伴，當英雄是從小的夢想。口頭禪是「kuma」（意思是熊），但是不喜歡別人叫他熊。
莉亞・多拉古尼赫鲁（声：小林優／市川由衣）
龍族的後裔。個性單純、沒耐性，凡事喜歡用暴力解決。是雙槍手，有時會轉變成龍的樣子，因為不想故鄉冬之大陸的龍之谷被毀滅，所以加入拯救世界委員會。喜歡奇利埃。
那嘉·古列夫（声：小野大輔／水嶋宏）
是人類與獸人的混血兒。頭腦聰明、冷靜。加入拯救世界委員會的原因是認為「自己十分優秀，怎麼可以不加入？」
阿岡・馬多努（声：吉野裕行）
職業是送貨員，人類，為砂族。只要給他錢就肯運送任何東西，沒有一次沒達成任務，常常帶著摩露特等人到破壞之核所指引的地點。

### 拯救世界委員會
聲：神奈延年
推敲年齡18歲左右，狼帥的兒子。

### 獸貴十二師
豬師（聲：鹽屋浩三）

### 四獸聖
蒼水王（聲：銀河萬丈）
蒼之塔的四獸聖，司長水屬性。
緋陽王（聲：野田圭一）
光之塔的四獸聖，司長火屬性。
黃陸王（聲：矢田耕司）
大地之塔的四獸聖，司長土屬性。
翠空王（聲：中友子）
風之塔的四獸聖，司長風屬性。

### 其他人物
聲：藤田淑子
相當於最終頭目的存在，世界的創造者兼管理者。

## 三個组織
毁滅世界委員會
摩露特、奇利埃和托比組成的，雖然說是要毀滅世界，卻常常幫助了別人。毁滅世界委員會是拯救世界委員會取的名字。
拯救世界委員會
追捕毁滅世界委員會，但上層並未追求正義，只想得到混亂之核的力量。在懸賞通緝單上，將毁滅世界委員會成員的樣貌畫得很凶惡。
黃金之狮
希望打敗獸人，讓人類可以安穩地生活的正義團體。

## 使用道具
破壞之核
擁有把世界回到最初，只有砂元素的世界的力量，就是奇利埃。只要有人相信破壞之核，並希望世界毀滅，破壞之核就會啟動。

## 游戏
《灭世纪～被引导的意志～》
2008年9月18日于NDS上发售的角色扮演游戏。
- 制作开发：御影良卫
- 角色原案：田中久仁彥
- 剧本：加藤正人
- 配乐作曲：光田康典

- 片頭曲「Crash」

歌：AAA
作詞：Goro Matsui、作曲：Kazuhiro Hara、Rap詞：日高光啓

## 電視動畫
《毀滅世界的六人》
在日本於2008年7月7日至同年9月29日播出，全13话。 

### 製作人員
- 原作、企劃：SEGA
- 系列构成：橫谷昌宏
- 色彩设计：津守裕子
- 人物设定：松元圭太
- 美术监督：野村正信
- 道具設計：秋山一則
- 攝影监督：桑原贤司、金光俊
- 3DCG製作人：渡邊健二
- 3DCG導演：磯部兼士
- 特殊效果：村上正博
- 编輯：植松淳一
- 音响监督：三間雅文、中岛聪彥
- 音響製作：Techno Sound
- 音乐：池赖广
- 製作人：服部豐和、上田晃
- 動畫製作人：黑木
- 监督：多田俊介
- 动画制作：Production I.G
- 製作：WD製作委員會（SEGA、Geneon Entertainment）

### 主题曲
- 片头曲「ZERØ」

歌：AAA
作词：寶野亞莉華、作曲：田中直、编曲：草间敬
- 片尾曲

歌：Aimmy
作词：美咲、作曲：松隈、编曲：小山晃平

### 各话标题
| 話數 | 日文標題 | 中文標題              | 劇本     | 分鏡              | 演出            | 作畫監督          |
| ---- | -------- | --------------------- | -------- | ----------------- | --------------- | ----------------- |
| 1    |          | 勇者有兩種            | 橫谷昌宏 | 多田俊介 橫山贵志 | 多田俊介        | 松元圭太          |
| 2    |          | 世界有兩種            | 橫谷昌宏 | 山田胜久          | 藏本穗高        | 松浦仁美          |
| 3    |          | 獸人有兩種            | 梅原英司 | 石川健介          | 石川健介        | 石川健介          |
| 4    |          | 人類有兩種            | 橫谷昌宏 | 寺冈嚴            | 织田美浩        | 洼敏              |
| 5    |          | 男人有兩種            | 梅原英司 | 坂上一郎          | 铃木健太郎      | 锅田香代子        |
| 6    |          | 夏天有兩種            | 橫谷昌宏 | 布施木一喜        | 松泽建一        | 田畑昭            |
| 7    |          | 同伴有兩種            | 梅原英司 | 赤坂三十郎        | 宇井良和        | 富永拓生 秋山一则 |
| 8    |          | 送貨人有兩種          | 橫谷昌宏 | 山田胜久          | 織田美浩        | 松浦仁美          |
| 9    |          | 秋天有兩種            | 梅原英司 | 入江真紀          | 筑紫大介        | 窪田康高          |
| 10   |          | 機械機器人有108條原則 | 橫谷昌宏 | 山田勝久          | 松澤建一        | 澤田讓治          |
| 11   |          | 力量有兩種            | 梅原英司 | 笹木信作          | 湖山禎崇        | 海谷敏久          |
| 12   |          | 過去有兩種            | 橫谷昌宏 | 布施木一喜        | 織田美浩        | 松浦仁美 松岡秀明 |
| 13   |          | 未來有兩種            | 橫谷昌宏 | 赤坂三十郎        | 安川勝 多田俊介 | 窪田康高 松本圭太 |

## 漫画
漫畫《灭世纪～两人的天使～》连载於2008年7月26日發售的「电击魔王」2008年9月號至2009年7月27日發售的「电击魔王」2009年9月號。